# Top Gun: Maverick
Top Gun: Maverick és una pel·lícula dramàtica estatunidenca del 2022 dirigida per Joseph Kosinski i escrita per Ehren Kruger, Eric Warren Singer i Christopher McQuarrie, a partir d'una història de Peter Craig i Justin Marks. La seqüela de Top Gun (1986) i el segon lliurament de la sèrie de pel·lícules de Top Gun, la pel·lícula és protagonitzada per Tom Cruise com el capità Pete "Maverick" Mitchell que reprèn el seu paper de l'original, juntament amb Miles Teller, Jennifer Connelly, Jon Hamm, Glen Powell, Lewis Pullman, Ed Harris i Val Kilmer. Ambientada 36 anys després de la seva predecessora, segueix el retorn a contracor de Maverick al programa d'Instrucció de Tàctiques de Caça de l'Armada dels Estats Units, on ha d'enfrontar-se al seu passat mentre entrena un grup d'aviadors més joves, entre ells el fill del millor amic de Maverick, ja mort. S'ha subtitulat al català.
Paramount Pictures va anunciar el 2010 el desenvolupament d'una seqüela de Top Gun, amb Cruise i Kilmer proposats per tornar als seus papers de l'original, igual que el productor Jerry Bruckheimer i el director Tony Scott. A mitjans del 2012, un esborrany del guió estava acabat, però el 19 d'agost d'aquell any, Scott es va suïcidar i la preproducció de la pel·lícula va quedar en suspens. La pel·lícula està dedicada a la memòria de Scott. El juny del 2017, Kosinski va ser contractat i va escriure un nou esborrany del guió. El rodatge va tenir lloc entre el maig del 2018 i l'abril del 2019 a Califòrnia, Washington DC i Maryland. La pel·lícula es va rodar amb càmeres de fotograma complet 6K certificades per IMAX. La seva estrena estava prevista inicialment pel 12 de juliol del 2019, però es va endarrerir primer pels esforços per rodar diverses seqüències d'acció complexes, i després per la pandèmia de COVID-19 i els conflictes de programació.
Top Gun: Maverick es va estrenar a la CinemaCon el 28 d'abril de 2022 i es va estrenar en cinemes als Estats Units en IMAX, 4DX, ScreenX i Dolby Cinema el 27 de maig de 2022, per Paramount Pictures. També s'estrenarà a Paramount+ després de passar pels cinemes. La pel·lícula es va estrenar amb una gran quantitat d'elogis per part de la crítica, que la va considerar superior a la predecessora. La pel·lícula ha recaptat més de 1.000 milions de dòlars en tot el món, convertint-se en la pel·lícula més taquillera del 2022, la segona pel·lícula estrenada durant la pandèmia del COVID-19 en recaptar 1.000 milions de dòlars, i la pel·lícula més taquillera de la carrera de Cruise.
La banda sonora compta amb composicions de Hans Zimmer, Harold Faltermeyer i Lady Gaga.
El gener de 2024, es va anunciar que una seqüela estava en desenvolupament.